# Salmo 103

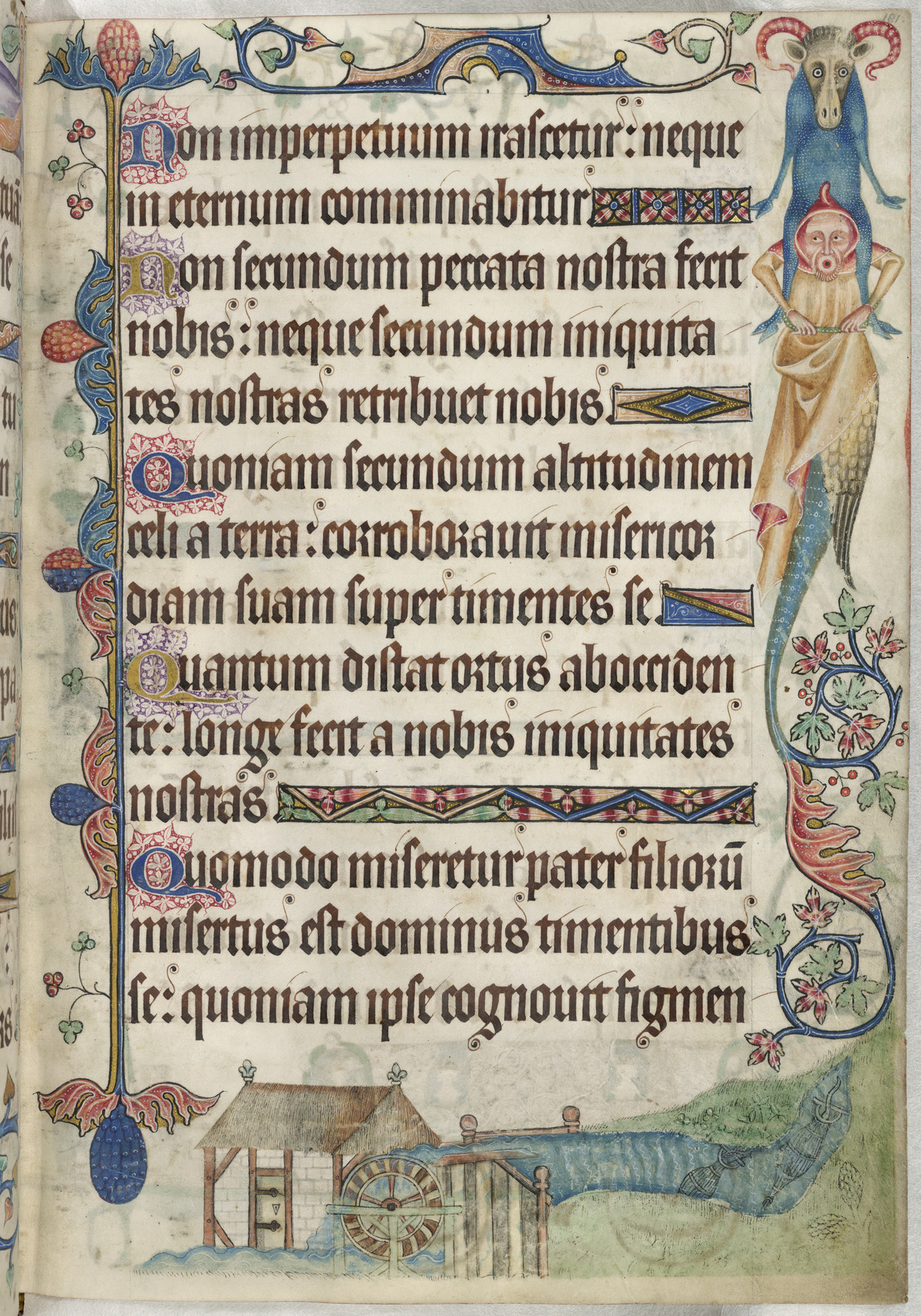
Salmo 103 en el Salterio de Luttrell c. 1325-1335

El Salmo 103 es el salmo 103 del Libro de los Salmos, que comienza en inglés en la versión de King James: «Bendice al Señor, alma mía». El Libro de los Salmos forma parte de la tercera sección de la Tanaj (Biblia hebrea) y es un libro del Antiguo Testamento cristiano. En latín, se conoce como «Benedic anima mea Domino». El salmo es un salmo himno.
En el sistema de numeración ligeramente diferente utilizado en las traducciones griega Septuaginta y latina Vulgata de la Biblia, este salmo es el «Salmo 102».
El primer versículo (el subtítulo en la mayoría de las traducciones al inglés) atribuye el salmo al rey David. El salmo forma parte habitual de las liturgias judía, católica, luterana, anglicana y otras protestantes. El salmo ha sido parafraseado en himnos y a menudo se le ha puesto música.

## Antecedentes y temas
El predicador bautista y comentarista bíblico Charles Spurgeon sugiere que el salmo fue escrito en la última etapa de la vida de David, como se ve por el enfoque del salmista en la fragilidad de la vida y su «mayor sentido de lo precioso del perdón, debido a un sentido más agudo del pecado». Spurgeon divide el salmo en tres secciones:
- Versículos 1-5: La experiencia personal del salmista de la compasión de Dios;
- Versículos 6-19: Los atributos de Dios vistos en sus interacciones con su pueblo;
- Versículos 20-22: El llamamiento del salmista a todas las criaturas para que se unan a él en la bendición de Dios. [3]

El ministro luterano Ernst Wilhelm Hengstenberg señala que el número de versículos del salmo es paralelo a las 22 letras del alfabeto hebreo, y que las palabras finales repiten las iniciales, «terminando» y «redondeando» el salmo hasta completarlo. El ministro Matthew Henry, no conformista, también señala esta forma circular, afirmando: «Bendecir a Dios y darle gloria debe ser el alfa y el omega de todos nuestros servicios». 
El Midrash Tehillim ofrece varias explicaciones del primer versículo, entre ellas:
Rabí Levi dijo en nombre de Rabí Hama: Un escultor hace una estatua; el escultor muere, pero su escultura perdura. No ocurre lo mismo con el Santo, bendito sea. El Santo creó al hombre, y el hombre muere, pero el Santo vive y perdura. ... Otro comentario: Un escultor hace una estatua, pero no puede hacer un alma u órganos vitales. Pero el Santo hizo una estatua, el hombre, y dentro de él hizo un alma y órganos vitales. Por lo tanto, David ofreció alabanza: «Bendice al Señor, oh mi alma; y todo lo que hay en mí, bendice Su santo nombre».

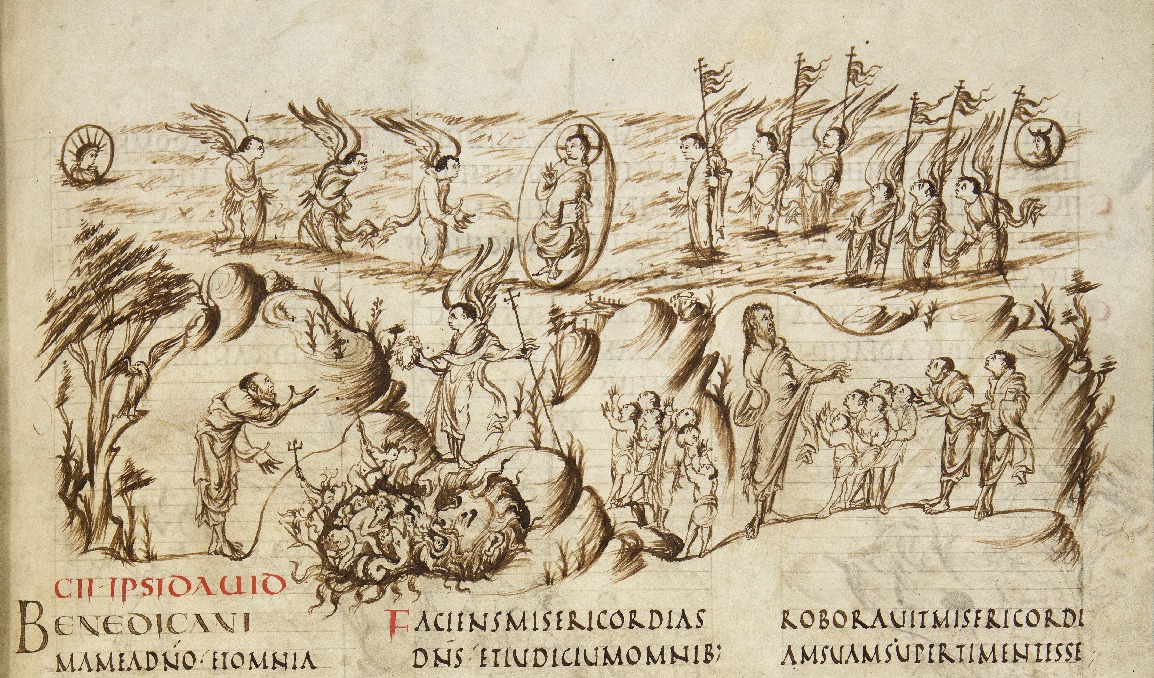
Salmo 103 del Salterio de Utrecht

Las palabras iniciales, «Bendice al Señor, alma mía», aparecen de nuevo al principio del Salmo 104, reforzando la conexión temática entre estos salmos. Pero Patrick D. Miller también ve el Salmo 103 como una extensión lógica del Salmo 102, señalando que «se puede ver el [Salmo] 102 como cuestiones y preguntas iniciales a las que el [Salmo] 103 ofrece la solución o respuesta». Por ejemplo, en el Salmo 102, el salmista culpa de su enfermedad y dolor a la «indignación y la ira» de Dios (versículo 10), mientras que el Salmo 103 deja claro que la ira divina no es la última palabra, ni durará para siempre.

## Textos
La siguiente tabla muestra el texto en hebreo del Salmo con vocales, junto con el texto griego koiné de la Septuaginta y la traducción al español de la Biblia del Rey Jacobo. Tenga en cuenta que el significado puede diferir ligeramente entre estas versiones, ya que la Septuaginta y el texto masorético provienen de tradiciones textuales diferentes.  En la Septuaginta, este salmo está numerado como Salmo 102.
| #  | Hebreo                                                   | Español | Griego |
| -- | -------------------------------------------------------- | --- | --- |
| 1  | לְדָוִ֨ד ׀ בָּרְכִ֣י נַ֭פְשִׁי אֶת־יְהֹוָ֑ה וְכׇל־קְ֝רָבַ֗י אֶת־שֵׁ֥ם קׇדְשֽׁוֹ׃            | (Salmo de David.) Bendice, alma mía, al Señor, y todo lo que hay en mí bendiga su santo nombre.                                               | Τῷ Δαυΐδ. - ΕΥΛΟΓΕΙ, ἡ ψυχή μου, τὸν Κύριον καί, πάντα τὰ ἐντός μου, τὸ ὄνομα τὸ ἅγιον αὐτοῦ·                                 |
| 2  | בָּרְכִ֣י נַ֭פְשִׁי אֶת־יְהֹוָ֑ה וְאַל־תִּ֝שְׁכְּחִ֗י כׇּל־גְּמוּלָֽיו׃                   | Bendice al Señor, alma mía, y no olvides ninguno de sus beneficios:                                                                           | εὐλόγει, ἡ ψυχή μου, τὸν Κύριον καὶ μὴ ἐπιλανθάνου πάσας τὰς ἀνταποδόσεις αὐτοῦ·                                              |
| 3  | הַסֹּלֵ֥חַ לְכׇל־עֲוֺנֵ֑כִי הָ֝רֹפֵ֗א לְכׇל־תַּחֲלוּאָֽיְכִי׃                        | Quien perdona todas tus iniquidades; quien sana todas tus enfermedades;                                                                       | τὸν εὐιλατεύοντα πάσας τὰς ἀνομίας σου, τὸν ἰώμενον πάσας τὰς νόσους σου·                                                     |
| 4  | הַגּוֹאֵ֣ל מִשַּׁ֣חַת חַיָּ֑יְכִי הַֽ֝מְעַטְּרֵ֗כִי חֶ֣סֶד וְרַחֲמִֽים׃                     | Quien redime tu vida de la destrucción; quien te corona con amor y misericordia;                                                              | τὸν λυτρούμενον ἐκ φθορᾶς τὴν ζωήν σου, τὸν στεφανοῦντά σε ἐν ἐλέει καὶ οἰκτιρμοῖς·                                           |
| 5  | הַמַּשְׂבִּ֣יעַ בַּטּ֣וֹב עֶדְיֵ֑ךְ תִּתְחַדֵּ֖שׁ כַּנֶּ֣שֶׁר נְעוּרָֽיְכִי׃                     | Quien sacia tu boca con cosas buenas, para que tu juventud se renueve como la del águila.                                                     | τὸν ἐμπιπλῶντα ἐν ἀγαθοῖς τὴν ἐπιθυμίαν σου, ἀνακαινισθήσεται ὡς ἀετοῦ ἡ νεότης σου.                                          |
| 6  | עֹשֵׂ֣ה צְדָק֣וֹת יְהֹוָ֑ה וּ֝מִשְׁפָּטִ֗ים לְכׇל־עֲשׁוּקִֽים׃                       | El Señor ejecuta la justicia y el juicio para todos los oprimidos.                                                                            | ποιῶν ἐλεημοσύνας ὁ Κύριος καὶ κρῖμα πᾶσι τοῖς ἀδικουμένοις.                                                                  |
| 7  | יוֹדִ֣יעַ דְּרָכָ֣יו לְמֹשֶׁ֑ה לִבְנֵ֥י יִ֝שְׂרָאֵ֗ל עֲלִילוֹתָֽיו׃                    | Él dio a conocer sus caminos a Moisés, sus actos a los hijos de Israel.                                                                       | ἐγνώρισε τὰς ὁδοὺς αὐτοῦ τῷ Μωυσῇ, τοῖς υἱοῖς ᾿Ισραὴλ τὰ θελήματα αὐτοῦ.                                                      |
| 8  | רַח֣וּם וְחַנּ֣וּן יְהֹוָ֑ה אֶ֖רֶךְ אַפַּ֣יִם וְרַב־חָֽסֶד׃                        | El Señor es misericordioso y clemente, lento para la ira y abundante en misericordia.                                                         | οἰκτίρμων καὶ ἐλεήμων ὁ Κύριος, μακρόθυμος καὶ πολυέλεος·                                                                     |
| 9  | לֹא־לָנֶ֥צַח יָרִ֑יב וְלֹ֖א לְעוֹלָ֣ם יִטּֽוֹר׃                             | No reprenderá para siempre, ni guardará su ira para siempre.                                                                                  | οὐκ εἰς τέλος ὀργισθήσεται, οὐδὲ εἰς τὸν αἰῶνα μηνιεῖ·                                                                        |
| 10 | לֹ֣א כַ֭חֲטָאֵינוּ עָ֣שָׂה לָ֑נוּ וְלֹ֥א כַ֝עֲוֺנֹתֵ֗ינוּ גָּמַ֥ל עָלֵֽינוּ׃               | No nos ha tratado según nuestros pecados, ni nos ha recompensado según nuestras iniquidades.                                                  | οὐ κατὰ τὰς ἀνομίας ἡμῶν ἐποίησεν ἡμῖν, οὐδὲ κατὰ τὰς ἁμαρτίας ἡμῶν ἀνταπέδωκεν ἡμῖν,                                         |
| 11 | כִּ֤י כִגְבֹ֣הַּ שָׁ֭מַיִם עַל־הָאָ֑רֶץ גָּבַ֥ר חַ֝סְדּ֗וֹ עַל־יְרֵאָֽיו׃                  | Porque como los cielos están en lo alto sobre la tierra, así es su misericordia sobre los que le temen.                                       | ὅτι κατὰ τὸ ὕψος τοῦ οὐρανοῦ ἀπὸ τῆς γῆς ἐκραταίωσε Κύριος τὸ ἔλεος αὐτοῦ ἐπὶ τοὺς φοβουμένους αὐτόν·                         |
| 12 | כִּרְחֹ֣ק מִ֭זְרָח מִֽמַּעֲרָ֑ב הִֽרְחִ֥יק מִ֝מֶּ֗נּוּ אֶת־פְּשָׁעֵֽינוּ׃                    | Tan lejos como está el este del oeste, así ha alejado de nosotros nuestras transgresiones.                                                    | καθόσον ἀπέχουσιν ἀνατολαὶ ἀπὸ δυσμῶν, ἐμάκρυνεν ἀφ᾿ ἡμῶν τὰς ἀνομίας ἡμῶν.                                                   |
| 13 | כְּרַחֵ֣ם אָ֭ב עַל־בָּנִ֑ים רִחַ֥ם יְ֝הֹוָ֗ה עַל־יְרֵאָֽיו׃                       | Como un padre se compadece de sus hijos, así se compadece el Señor de los que le temen.                                                       | καθὼς οἰκτείρει πατὴρ υἱούς, ᾠκτείρησε Κύριος τοὺς φοβουμένους αὐτόν,                                                         |
| 14 | כִּי־ה֭וּא יָדַ֣ע יִצְרֵ֑נוּ זָ֝כ֗וּר כִּי־עָפָ֥ר אֲנָֽחְנוּ׃                      | Porque él conoce nuestra condición; se acuerda de que somos polvo.                                                                            | ὅτι αὐτὸς ἔγνω τὸ πλάσμα ἡμῶν, ἐμνήσθη ὅτι χοῦς ἐσμεν.                                                                        |
| 15 | אֱ֭נוֹשׁ כֶּחָצִ֣יר יָמָ֑יו כְּצִ֥יץ הַ֝שָּׂדֶ֗ה כֵּ֣ן יָצִֽיץ׃                       | En cuanto al hombre, sus días son como la hierba: como la flor del campo, así florece.                                                        | ἄνθρωπος, ὡσεὶ χόρτος αἱ ἡμέραι αὐτοῦ· ὡσεὶ ἄνθος τοῦ ἀγροῦ, οὕτως ἐξανθήσει·                                                 |
| 16 | כִּ֤י ר֣וּחַ עָֽבְרָה־בּ֣וֹ וְאֵינֶ֑נּוּ וְלֹֽא־יַכִּירֶ֖נּוּ ע֣וֹד מְקוֹמֽוֹ׃              | Porque el viento pasa sobre él, y ya no existe; y su lugar no lo conoce más.                                                                  | ὅτι πνεῦμα διῆλθεν ἐν αὐτῷ, καὶ οὐχ ὑπάρξει καὶ οὐκ ἐπιγνώσεται ἔτι τὸν τόπον αὐτοῦ.                                          |
| 17 | וְחֶ֤סֶד יְהֹוָ֨ה ׀ מֵעוֹלָ֣ם וְעַד־ע֭וֹלָם עַל־יְרֵאָ֑יו וְ֝צִדְקָת֗וֹ לִבְנֵ֥י בָנִֽים׃    | Pero la misericordia del Señor es desde la eternidad y hasta la eternidad sobre los que le temen, y su justicia sobre los hijos de sus hijos; | τὸ δὲ ἔλεος τοῦ Κυρίου ἀπὸ τοῦ αἰῶνος καὶ ἕως τοῦ αἰῶνος ἐπὶ τοὺς φοβουμένους αὐτόν, καὶ ἡ δικαιοσύνη αὐτοῦ ἐπὶ υἱοῖς υἱῶν    |
| 18 | לְשֹׁמְרֵ֥י בְרִית֑וֹ וּלְזֹכְרֵ֥י פִ֝קֻּדָ֗יו לַעֲשׂוֹתָֽם׃                         | A los que guardan su pacto y a los que recuerdan sus mandamientos para cumplirlos.                                                            | τοῖς φυλάσσουσι τὴν διαθήκην αὐτοῦ καὶ μεμνημένοις τῶν ἐντολῶν αὐτοῦ τοῦ ποιῆσαι αὐτάς.                                       |
| 19 | יְֽהֹוָ֗ה בַּ֭שָּׁמַיִם הֵכִ֣ין כִּסְא֑וֹ וּ֝מַלְכוּת֗וֹ בַּכֹּ֥ל מָשָֽׁלָה׃                   | El Señor ha preparado su trono en los cielos, y su reino domina sobre todo.                                                                   | Κύριος ἐν τῷ οὐρανῷ ἡτοίμασε τὸν θρόνον αὐτοῦ, καὶ ἡ βασιλεία αὐτοῦ πάντων δεσπόζει.                                          |
| 20 | בָּרְכ֥וּ יְהֹוָ֗ה מַלְאָ֫כָ֥יו גִּבֹּ֣רֵי כֹ֭חַ עֹשֵׂ֣י דְבָר֑וֹ לִ֝שְׁמֹ֗עַ בְּק֣וֹל דְּבָרֽוֹ׃        | Bendecid al Señor, vosotros, sus ángeles, que sois poderosos en fuerza, que hacéis sus mandamientos, escuchando la voz de su palabra.         | εὐλογεῖτε τὸν Κύριον, πάντες οἱ ἄγγελοι αὐτοῦ, δυνατοὶ ἰσχύϊ ποιοῦντες τὸν λόγον αὐτοῦ τοῦ ἀκοῦσαι τῆς φωνῆς τῶν λόγων αὐτοῦ. |
| 21 | בָּרְכ֣וּ יְ֭הֹוָה כׇּל־צְבָאָ֑יו מְ֝שָׁרְתָ֗יו עֹשֵׂ֥י רְצוֹנֽוֹ׃                     | Bendecid al Señor, all ye his hosts; ye ministers of his, that do his pleasure.                                                               | εὐλογεῖτε τὸν Κύριον, πᾶσαι αἱ δυνάμεις αὐτοῦ, λειτουργοὶ αὐτοῦ ποιοῦντες τὸ θέλημα αὐτοῦ·                                    |
| 22 | בָּרְכ֤וּ יְהֹוָ֨ה ׀ כׇּֽל־מַעֲשָׂ֗יו בְּכׇל־מְקֹמ֥וֹת מֶמְשַׁלְתּ֑וֹ בָּרְכִ֥י נַ֝פְשִׁ֗י אֶת־יְהֹוָֽה׃ | Bendecid al Señor, todas sus obras en todos los lugares de su dominio: bendice al Señor, oh alma mía.                                         | εὐλογεῖτε τὸν Κύριον, πάντα τὰ ἔργα αὐτοῦ, ἐν παντὶ τόπῳ τῆς δεσποτείας αὐτοῦ· εὐλόγει, ἡ ψυχή μου, τὸν Κύριον.               |

### Testigos textuales
Algunos de los primeros manuscritos que contienen el texto de este capítulo en hebreo bíblico pertenecen a la tradición del texto masorético, que incluye el Códice de Alepo (siglo X) y el Códice de Leningrado (1008).
El palimpsesto existente AqTaylor incluye una traducción al griego koiné realizada por Aquila de Sinope hacia el año 130 d. C., que contiene los versículos 1-13.

## Comentarios

### De la Iglesia católica

#### A todo el salmo
Después de la súplica angustiada del salmo anterior (cf. Sal 102,12.25), el Salmo 103 expresa gratitud: el salmista da gracias porque Dios lo ha sanado y salvado de la muerte (vv. 3-4). La oración progresa desde la aflicción hasta el agradecimiento. Esta experiencia personal y el amor de Dios al pueblo reaparecen en el Salmo 108, paralelo al 103 dentro de la colección de los Salmos 101-110. El salmo comienza con una invitación del salmista a sí mismo para bendecir a Dios (vv. 1-2), continúa con los motivos de esa bendición (vv. 3-19), y concluye con una invitación a toda la creación para alabar a Dios (vv. 20-23). Primero se recuerdan los beneficios personales (vv. 3-5), luego el perdón al pueblo (vv. 6-12), el trato paternal de Dios (vv. 13-18) y su reinado universal (v. 19). El salmo amplía así su enfoque: del individuo, al pueblo, a los fieles en general, hasta abarcar ángeles y toda la creación.
El salmo tiene 22 versículos, como el alfabeto hebreo, lo que refleja su estructura cuidada. Este himno de bendición, uno de los más bellos del Antiguo Testamento, es retomado en Efesios 1, donde se alaba a Dios por bendecirnos en Cristo (cf. Sal 103,3-5), redimirnos (cf. v. 10), y hacernos hijos adoptivos (cf. v. 13). Por eso la Iglesia lo proclama en la solemnidad del Sagrado Corazón de Jesús, como expresión del amor divino manifestado en Cristo.

#### A los versículos 1-12
El salmista quiere alabar al Señor con todo su ser y por todos los beneficios recibidos, sin dejar de recordar ninguno. La misericordia y compasión de Dios (v. 4), que el salmista presenta como una corona que adorna su vida, son el centro del salmo (cf. vv. 8, 11, 13, 17) y el principal motivo de su alabanza. Esa bondad divina se concreta en la salvación de los oprimidos, descrita como «justicia». El salmo también recuerda la historia del pueblo, resumida en los vv. 8-10, donde se destaca que Dios es lento a la ira y rico en amor. Esta memoria culmina en la afirmación de que su misericordia es inmensa, tan grande como el cielo sobre la tierra y tan definitiva como el alejamiento de los pecados (vv. 11-12).

#### A los versículos 13-18
Del mismo modo, al contemplar el cuidado tierno y cercano de Dios —«como un padre» (v. 13; cf. Dt 32,6; Os 11,1-11)— hacia el ser humano, frágil y limitado —«polvo» (v. 14; cf. Gn 3,19)—, el salmista concluye afirmando la eternidad de la misericordia divina (vv. 17-18; cf. Sal 12,8). Estas palabras expresan con gran belleza el amor inmenso de Dios, que no se basa en la grandeza del hombre, sino que se manifiesta precisamente al reconocer su pequeñez y vulnerabilidad.

Tan espléndida es la gracia de Dios y su amor a nosotros, que hizo Él más por nosotros de lo que podemos comprender.

#### A los versículos 19-23
Dios manifiesta su misericordia y su justicia desde el cielo, actuando como un rey que gobierna sobre toda la tierra. Por eso, el salmo concluye con una invitación universal a la alabanza: se llama a los ángeles —también llamados «fuertes guerreros», como en Sal 148,2— que cumplen su voluntad (vv. 20-21), y se extiende la convocatoria a toda la humanidad y a la creación entera, obra de sus manos (v. 22). Todo el universo es invitado a bendecir al Señor, reconociendo su señorío y su bondad sin fin.

## Usos

### Judaísmo
El versículo 1 es el versículo final de Nishmat.
Los versículos 2, 10 y 13 se recitan durante Selijot.
Los versículos 10, 13 y 14 forman parte de la oración Tajanún. El versículo 14 también se recita durante un servicio funerario.
El versículo 17 se recita durante las bendiciones antes del Shemá en el segundo día de Rosh Hashaná.
El versículo 19 forma parte de la oración Yehi kevod recitada durante Pesukei Dezimra.

### Nuevo Testamento
El versículo 17 se cita en el cántico de alabanza de María, el Magnificat, en Lucas Lucas 1:50.

### Iglesia católica

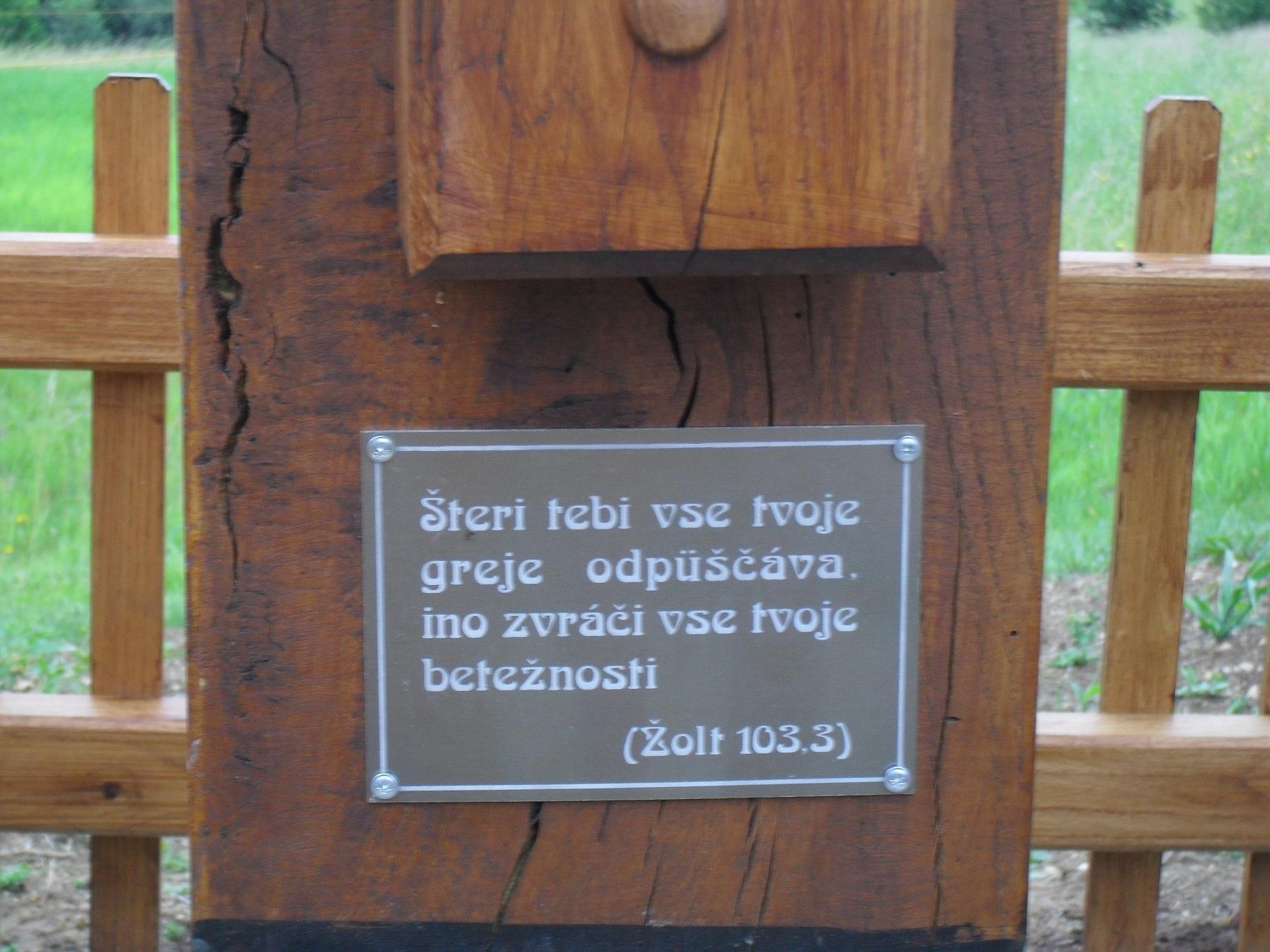
Versículo 3 del salmo en una cruz en el pueblo de Kétvölgy, Hungría

En la Iglesia occidental, este salmo se interpretaba tradicionalmente durante la celebración de Maitines del sábado por orden de San Benedicto, probablemente desde su fundación hasta el año 530. 
En la Liturgia de las Horas, el Salmo 103 se canta o se recita durante el Oficio de lecturas del domingo, segunda semana. Para facilitar la comprensión se le asigna a cada salmo un título en rojo (rúbrica) que no forma parte del salmo. El título del Salmo 103 es Himno a la misericordia de Dios.
También se utiliza para las lecturas de la misa: es el salmo que se lee en la misa del Sagrado Corazón en el año A del ciclo trienal. En tiempo ordinario, lo encontramos el 7.º y el 24.º domingo del año A y el octavo domingo del año B. En Cuaresma, se toca el 3.º y el 7.º domingo. Finalmente, es el 7.º salmo del Domingo de Pascua.

### Iglesia Ortodoxa Oriental
En la Iglesia Ortodoxa Oriental, este salmo es uno de los seis salmos del Orthros (Maitines) que se leen cada mañana fuera de la Semana Santa. También es el primero de los «Salmos Típicos» de la Typica, que se lee en lugar de la Divina Liturgia cuando esta última no se celebra en los días en que está permitida. A menudo se canta como primera antífona de la Divina Liturgia, pero allí a menudo se sustituye por otra antífona en las grandes fiestas y en muchos días de la semana, y siempre se sustituye así en la práctica griega (excepto en el Monte Athos).

### Protestante
R. J. Thesman encuentra en este salmo una declaración de que Dios «nunca nos traiciona, nunca nos abandona y nunca olvida... Su misericordia cubre nuestros errores y nuestras tendencias humanas», mientras que Thomas Coke, lo llama «una interpretación exquisita, muy aplicable a toda liberación: se puede decir que describe las maravillas de la gracia». Este salmo es un himno de alabanza continuo e incluye una visión completa de la bondad de Jehová, en todas las grandes obras de la creación y la redención, mientras que Albert Barnes lo calificó de «sumamente regular en su estructura y composición; hermoso en su lenguaje y concepciones; adaptado a todos los tiempos y edades; adecuado para expresar los sentimientos de gratitud a Dios por la liberación de los problemas y por la manifestación de su misericordia; adecuado para elevar el alma y llenarla de vistas alegres».
El erudito del Antiguo Testamento Bernhard Duhm considera el Salmo una «compilación de todo tipo de hermosas frases de una lectura bastante extensa».

### Acompañamientos musicales

#### Himnos
El Salmo 103 es la base de varios himnos. Una paráfrasis del Salmo 103 en alemán es «Nun lob, mein Seel, den Herren», escrita por Johann Gramann en 1525, que fue traducida por Catherine Winkworth como «¡Alma mía, alaba ahora a tu Hacedor!» y publicada en 1863. Entre los himnos en inglés se encuentran «Praise, my soul, the King of Heaven», escrito en el siglo XIX por Henry Francis Lyte, así como «Sing to the Lord and praise him»; y «Like as a Father» de Florence Margaret Spencer Palmer. En 1991, «Lobe den Herrn, meine Seele, BWV 69» se escribió como un himno con un estribillo alrededor de los versículos 2 y 1.

#### Composiciones
En el siglo XVI, Claudin de Sermisy puso música al Salmo 102. Heinrich Schütz puso música al himno «Nun lob, mein Seel, den Herren», SWV 201, para el Becker Psalter, publicado por primera vez en 1628. Henry Dumont puso el salmo en latín para La Chapelle Royale au Louvre en 1666.
En la música contemporánea, la canción «Bless the Lord» del musical «Godspell» se basa en este salmo. «10,000 Reasons (Bless the Lord)» de Matt Redman y Jonas Myrin toma la letra de este salmo, al igual que «The Lord is Gracious and Compassionate» de Vineyard Worship.